# Gunung Manobot
Gunung Manobot is een bestuurslaag in het regentschap Padang Lawas van de provincie Noord-Sumatra, Indonesië. Gunung Manobot telt 759 inwoners (volkstelling 2010).